# Polypterus weeksii
Polypterus weeksii – gatunek słodkowodnej ryby z rodziny wielopłetwcowatych (Polypteridae). Spotykana w dużych akwariach.

## Nazewnictwo
W literaturze polskiej gatunek ten opisywany bywa pod nazwą wielopłetwiec, ale nazwy: wielopłetwce lub miastugi stosowane są ogólnie dla gatunków z rodzaju Polypterus, a wielopłetwiec albo miastuga dla gatunku typowego – Polypterus bichir.

## Występowanie
Polypterus weeksii występuje w środkowej części dorzecza rzeki Kongo w Afryce.

## Opis
Ciało nieco spłaszczone, pokryte łuskami ganoidalnymi (57–65 łusek w linii bocznej). Relatywnie duża głowa. Część grzbietowa oliwkowo-zielona do szarej, zwykle wyraźnie oddzielona od jasnej (biała do żółtawej) części brzusznej. Siedem do ośmiu czarniawych pasów rozwidlających się w dolnej części boków ciała (w odróżnieniu do P. delhezi, który ma pasy zdecydowanie czarne i nierozdwajające się u dołu). Górna szczęka nieco wysunięta lub równa z dolną szczęką. Płetwa grzbietowa podzielona na 9–11 części. Płetwa piersiowa nie sięga podstawy płetwy grzbietowej. Na płetwach widoczne czarne cętki lub nieregularne pasy. Osiąga maksymalnie do 54 cm długości. Nie jest rybą agresywną, ale szeroki otwór gębowy pozwala jej połknąć stosunkowo dużą ofiarę.